# Sądów (województwo zachodniopomorskie)
Sądów (niem. Sandow) – wieś w Polsce położona w województwie zachodniopomorskim, w powiecie stargardzkim, w gminie Dolice, położona 6,5 km na południowy wschód od Dolic (siedziby gminy) i 25 km na południowy wschód od Stargardu (siedziby powiatu).
We wsi znajduje się klasycystyczny pałac otoczony rozległym, starym parkiem, w którym rośnie wiele pomnikowych drzew, m.in. wiązy o obwodzie 5 metrów. W pobliżu jest zabudowa folwarczna z XIX wieku.

## Kościół
Pierwsza wzmianka o miejscowości w 1278 roku w łacińskim zapisie jako Sandow.
Pierwszy kościół parafialny w Sądowie zbudowany z kamienia polnego, wspomniany był już w XIII wieku.
Obecnie (drugi) kościół pochodzi z XIV-XVI w. (wielofazowy) o czytelnej, pierwotnej formie gotyckiej. Zbudowany z kostki granitowej na planie prostokąta, otynkowany. Blendy i portale w obramieniu z cegły. W metryce z 5 lutego 1600 r. kościół parafialny. Masywna późnogotycka wieża dostawiona w XVI wieku od zachodu (węższa od nawy); Jej dekoracja nawiązuje do dekoracji szczytu wschodniego; rozczłonkowany potrójnymi blendami, zamkniętymi dwułuczem i wnęką kołową. Szczyt wieży z lizenami. Dwuspadowy daszek zwieńcza dziesięć sterczyn i krzyż łaciński. Szczyt wschodni posiada cztery ostrołukowe blendy; nad drugą i trzecią dwuuskokowe, okrągłe wnęki. Całość tworzy kompozycję, wśród której dominuje dekoracyjna wnęka w formie monumentalnego tzw. krzyża papieskiego. Szczyt ten wieńczy sześć sterczyn z krzyżem łacińskim na kalenicy. Nawa przykryta jest dwuspadowym dachem pokrytym dachówką ceramiczną. Otwory okienne w bryle zostały przemurowane. Wnętrze nakryte płaskim belkowanym stropem drewnianym.
Kościół został przebudowany w XVI wieku, odnowiony w 1858 r. Prawdopodobnie z tego okresu pochodzą przypory przy wieży i zmienione (powiększone) otwory okienne. W ścianie wschodniej oryginalne okno o łuku pełnym, fazowane – zamurowane (także w ścianie płn.). Pozostałe otwory okienne przemurowane, rozglifione na zewnątrz i do wewnątrz. Wewnątrz strop drewniany, belkowany.
Na pocz. XX wieku był to kościół parafialny pod patronatem właściciela majątku. Również w 1940 r. kościół parafialny pod patronatem hrabiny Elisabeth v. Schlieffen.
Dawne piękne renesansowe wyposażenia tego kościoła i jego dekoracja, znacząco wyróżniały się na tle wszystkich ówczesnych świątyń na terenie należącym dzisiaj do gminy Dolice: ołtarz z 1609 r., ambonę z ok. 1609 r., drewnianą chrzcielnicę z pocz. XVII w., boazerię inkrustowaną różnymi gatunkami drewna z 1609 r. Również renesansowe: drzwi portalu płd., ławy, loża kolatorska; epitafia, 6 portretów członków rodziny v. Kremptzow (Kremzow); kielich cynowy z 1729 r.; misa chrzcielna cynowa z 1801 r.; lichtarz cynowy z 1572 r.; dwa lichtarze cynowe z 1790 r.; 2 świeczniki brązowe wiszące z 1901 r., kinkiety brązowe (1906).
Na początku XX wieku w wieży były dwa dzwony. Dzwon starszy odlany został w 1562 r. przez mistrza ludwisarskiego ze Stargardu Jochima I Karstede. W tym czasie inskrypcje na instrumentach zapisywano przeważnie w języku niemieckim. W języku łacińskim pojawiały się niekiedy określenia roku:
```
anno domini, anno christi
```

oraz cytaty z Pisma Świętego. Na dzwonie sądowskim przytoczony został cytat łaciński:
```
verbum domini manet in aeternum
```

oraz w języku dolnoniemieckim:
```
vorghan gades vorth blift evich stan
.
```

Treść inskrypcji (napisana późnogotycką minuskułą z rozdzielnikami o wys. 2,25 cm) brzmiała następująco:
```
alle dinck mot vorghan gades vorth blift evich stan
anno . m . ccccc . lxii . got . ick . mester . iochim . karstede . deisse . kloke
```

Tłumaczenie: Wszystkie rzeczy przeminą, tylko słowo Boże jest wieczne. W roku 1562 ja mistrz Jochim Karstede odlałem ten dzwon.
30 czerwca 1917 r. zdjęto z wieży jeden dzwon i przekazano na cele wojenne. Jedyny dzwon istniejący tu po II wojnie światowej, na polecenie władz powiatowych po 1945 r. miał być przekazany na złom do Płotna. Odpowiedzialny za odwiezienie mieszkaniec Sądowa przekazał cenny instrument ks. Jerzemu Kowalskiemu, proboszczowi Parafii Narodzenia NMP w Choszcznie, który umieścił go w jednym z choszczeńskich kościołów.
Ostatnim przedwojennym pastorem w Sądowie był proboszcz Schaeder, który – jak przekazała żona ostatniego pastora z Dolic - służył również wsparciem i pomocą wiernym z Dolic, Dobropola i Pomietowa, mając za opiekunów i współpracowników rodzinę grafa Schleiffen, właścicieli majątku w Sądowie. Pomoc ta była szczególnie potrzebna po aresztowaniu przez Rosjan dolickiego pastora Plath.
Po 1945 r. decyzją władz powiatowych, pomimo sprzeciwu mieszkańców Sądowa, kościół został częściowo rozebrany w celu pozyskania cegły na odbudowę Warszawy. Staraniem proboszczy parafii dolickiej: ks. Edwarda Koryla (1966-78) i ks. Tadeusza Albańskiego (1978-80), odbudowany w latach 1976-80. Poświęcony 16.05.1980 r. pw. św. Andrzeja Boboli, przez ks. dziekana Jan Abramskiego z Choszczna, jako kościół filialny parafii Chrystusa Króla w Dolicach. Miłym akcentem było ufundowanie dla odbudowanego kościoła Dzwonu Pojednania przez byłych niemieckich mieszkańców wsi.
W 1986 r. do elewacji południowej dobudowano zakrystię, odnowiono strop i chór muzyczny. Najważniejszym elementem obecnego kościoła są: wyniesione ponad nawę prezbiterium z ołtarzem soborowym i tabernakulum oraz nisza z umieszczonym w niej krucyfiksem.
W otoczeniu świątyni znajduje się dawny pomnik - granitowa stella z nazwiskami mieszkańców poległych w I wojnie światowej.

## Administracja
W latach 1945–54 siedziba gminy Piasecznik. W latach 1975–1998 miejscowość położona była w województwie szczecińskim.